# Anna Przybylska
Anna Przybylska (Gdynia, 26 de diciembre de 1978-Gdynia, 5 de octubre de 2014) fue una actriz y modelo polaca.
Przybylska tuvo una hija Oliwia (2002), y dos hijos, Szymon (2006) y Jan Bieniuk.
En 2004, fue elegida como la actriz más bella de Polonia y fue embajadora de la marca de cosméticos ASTOR. Dos años después, fue nombrada embajada europea de esta marca de cosméticos.
Después de luchar con un cáncer pancreático durante un año, murió el 5 de octubre de 2014 en Gdynia.

## Filmografía
- Złotopolscy (1997, TV series) como Marylka Baka
- Ciemna strona Venus (1997) como Suczka
- Lot 001 (1999) como Julia
- Sezon na Leszcza (2000) como una chica
- Lokatorzy (2001) como la hermana de Krysia
- Kariera Nikosia Dyzmy (2002) como Jadzia
- Dzień świra (2002) como Policjantka
- Rób swoje ryzyko jest Twoje (2002) como Beata
- Rózowa noc (2002) como Donata Fiok
- Daleko od noszy (2003, TV series) como Doctor Karina
- Królowa chmur (2004) como Kasia
- Pojedynek mistrzów (2004)
- RH+ (2005) como Marta
- Solidarność, Solidarność (2005) como secretary
- Ryś (2006) como Jolka
- Dlaczego nie! (2006) como estrella
- Lekcja pana Kuki (2007) como Alicja
- Warsaw Dark aka Izolator (2008) como teleoperadora
- Złoty Środek (2009) como Mirka y Mirek
- Klub Szalonych Dziewic (2010) como Karolina
- Bilet na księżyc (2013) como Halina "Roksana"